# Omaga
Singles de Benny Cristo
Ledová
(2021)
Chansons représentant la Tchéquie au Concours Eurovision de la chanson
Kemama
(2020) Lights Off
(2022)
Clip vidéo
[vidéo] « Omaga », sur YouTube
Omaga est une chanson interprétée par Benny Cristo. La chanson a représenté la Tchéquie au Concours Eurovision de la chanson 2021 à Rotterdam, aux Pays-Bas, à l'issue d'une sélection interne, le 22 mai 2021.